# Новониколаевка (Гуляйпольский район)
Новоникола́евка (укр. Новомиколаївка) — село,
Новониколаевский сельский совет,
Гуляйпольский район,
Запорожская область,
Украина.
Код КОАТУУ — 2321884701. Население по переписи 2001 года составляло 457 человек.
Является административным центром Новониколаевского сельского совета, в который, кроме того, входят сёла
Нововасилевское,
Новогригоровка и
Новоивановка.

## Географическое положение
Село Новониколаевка находится на левом берегу реки Янчур,
выше по течению на расстоянии в 3 км расположено село Полтавка,
ниже по течению примыкает село Успеновка,
на противоположном берегу — село Нововасилевское.

## История
- 1802 год — дата основания как село Расея.

## Экономика
- «Надия», ООО.

## Объекты социальной сферы
- Школа.
- Дом культуры.

## Достопримечательности
- Братская могила советских воинов.